# دونالد دابلیو واشینگتن
دونالد دابلیو واشینگتن یک حقوقدان آمریکایی است که از مارس ۲۰۱۹ تاکنون به عنوان یازدهمین رئیس سرویس مارشال ایالات متحده فعالیت می‌کند. وی قبلاً از سال ۲۰۰۱ تا ۲۰۱۰ به عنوان دادستان ایالات متحده منطقه لوئیزیانا غربی خدمت کرده بود.
واشینگتن در سولفور اسپرینگز، تگزاس متولد شد. او در سال ۱۹۷۷ از آکادمی نظامی وست پویت ایالات متحده فارغ‌التحصیل شد و ابتدا در ارتش ایالات متحده و بعداً در ارتش ذخیره ایالات متحده خدمت کرده‌است. وی تا سال ۱۹۸۷ که به بخش خصوصی رفت و به عنوان مهندس شرکت نفت آمریکایی کونوکو شروع به کار کرد در ارتش خدمت می‌کرد. وی به‌طور همزمان در کالج حقوق تگزاس جنوبی تحصیل را شروع کرد و در سال ۱۹۸۹ با مدرک دکتری جی دی فارغ‌التحصیل شد. واشینگتن که یک وکیل بود، کار را در شرکت‌ها و بخش خصوصی آغاز کرد تا اینکه توسط رئیس‌جمهور جورج دبلیو بوش به ریاست دادستانی ایالات متحده در منطقه غربی لوئیزیانا منصوب شد.
در تاریخ ۲ اکتبر ۲۰۱۸، واشینگتن توسط رئیس‌جمهور دونالد ترامپ به عنوان رئیس سرویس مارشال ایالات متحده معرفی شد. وی در ۱۴ مارس از سنا رای اعتماد گرفت و ۱۵ روز بعد قسم خورد. واشینگتن یازدهمین رئیس سرویس مارشال‌ها است، وی جانشین دیوید آندرسون معاون معاون رئیس‌جمهور شد.